# Carex liparocarpos
Carex liparocarpos är en halvgräsart som beskrevs av Jean François Aimée Gottlieb Philippe Gaudin. Carex liparocarpos ingår i släktet starrar, och familjen halvgräs.

## Underarter
Arten delas in i följande underarter:
- C. l. bordzilowskii
- C. l. liparocarpos